# Ofermod
Ofermod (ang. ‚Übermut‘) ist eine Black-/Death-Metal-Band aus Norrköping, Schweden.

## Geschichte
Die Band wurde 1996 von Michayah Belfagor gegründet, der daraufhin seine alte Band Nefandus einstellte. Im Januar 1998 nahm die nun aus ihm und Sänger Nebiros bestehende Band im Necromorbus-Studio die 7"-EP Mystérion tés anomias (griechisch μυστήριον τῆς άνομίας ‚Mysterium der Gesetzlosigkeit‘) auf, die über Pounding Metal Productions veröffentlicht wurde. Als Nachfolger war ursprünglich das Debütalbum Mystery of Iniquity geplant, das jedoch nie erschien. 2000 zog sich Belfagor von seinen musikalischen Aktivitäten zurück, um sich vollständig seinen okkulten Studien und Praktiken zu widmen.
2003 nahm Belfagor während einer Haftstrafe seine Aktivitäten als Gitarrist wieder auf und begann, erneut zu komponieren. Er wurde im Frühling 2004 entlassen und reanimierte Ofermod mit dem ursprünglichen Sänger Leviathan Nebiros und dem neuen Schlagzeuger Shiva im Sommer 2004. Nach einer erneuten Haftstrafe kam Belfagor mit Atum von Dödfödd in Kontakt und durch diesen mit Tehôm, und konnte so die Besetzung komplettieren. Im Dezember 2004 nahm die Band im Necromorbus-Studio zwei Lieder auf, die 2005 auf der Wiederveröffentlichung der EP erschienen. Laut Belfagor waren Atum und Tehôm, entgegen den Angaben auf der EP und der früheren Ofermod-Seite, jedoch nicht an den Aufnahmen beteiligt. Atum wirkte unter anderem bei Emit mit, konvertierte später zum Katholizismus und spielt in der Band Reverorum ib Malacht.
Für den Dezember 2005 kündigte die Band an, im Necromorbus-Studio ihr Debütalbum Pentagrammaton aufzunehmen, wobei Sänger Leviathan Nebiros sich den Gesang mit Moloch teilen werde; dieser sei ein spiritueller Bruder und unter einem anderen Namen im spanischen Black-/Death-Metal-Untergrund bekannt. Die Aufnahmen für das Pentagrammaton-Album blieben zunächst unveröffentlicht. Ofermods Debütalbum erschien 2008 unter dem Titel Tiamtü und wurde wieder ausschließlich von Belfagor und Nebiros aufgenommen; Belfagor von Ofermod verkündete jedoch, dass Moloch weiterhin mit seiner Band arbeiten und bei Konzerten den Gesang übernehmen werde, sollte Nebiros verhindert sein. Moloch habe die Hälfte des Textes des Textes zu Eu Angélion verfasst; im Beiheft des Albums wird er als “frater Nasko of Teitanblood” genannt. Für Juni 2020 wurde schließlich die Veröffentlichung von Pentagrammaton angekündigt.

## Hintergrund
Die Band beruft sich auf die Kräfte von Sitra Achra (סטרא אחרא). Belfagor schreibt die Texte in Verbindung mit Meditation oder nach Astralreisen, bei denen er sich den Kräften annähert, über die er schreibt, und komponiert in Semi-Trance, wobei die Kompositionen hauptsächlich auf seiner Gitarrenarbeit basieren. Die Klänge, auf die er bei Astralreisen in das Reich der Kräfte des Chaos trifft, sind Belfagor zufolge sehr schwer zu duplizieren, weshalb er versucht, das Gefühl und die Atmosphäre dieser Klänge und eine klangliche Form seiner astralen Visionen in seinen Kompositionen einzufangen. Ofermods Stil gilt als eigenständig, „nicht leicht zugänglich“ und als Inspiration für andere schwedische Bands wie Watain und Ondskapt. Ofermod spielte anfangs rohen Black Metal, der an Mayhems De Mysteriis Dom Sathanas erinnert, nahm später aber auch Death-Metal-Einflüsse im Stil von Morbid Angel auf. Auf dem zweiten Album Thaumiel sind Doom-Metal-Elemente und Parallelen zu Samaels Frühwerk zu hören.
Die Band selbst bezeichnete ihre Musik anfangs als „Orthodox Black Metal“. Die Aufnahmen für die Wiederveröffentlichung der EP bezeichnet sie hingegen als „Orthodox Death Metal“, da sie das Wort Satan nicht mehr verwandte, sondern seine heiligste Essenz unbenannt belassen wollte, die noch vor dem Kosmos existiert habe. Aufgrund seiner okkulten Erfahrungen kam Belfagor vor den anderen Mitgliedern zu dieser Sichtweise, während diese 2004 noch religiöse Teufelsanbeter waren. Die Band bezieht sich insbesondere auf die Kabbala und steht für das Chaos als dunkle Gegenseite zur Schöpfung, die sie als das eigentliche Böse ansieht. Die Materialisierung der Existenz müsse und werde wieder umgekehrt werden, da dies ein Fluch sei, den das Leben durch seine Manifestation auf sich selbst genommen habe. Die Band verwendet Begriffe wie böse aber auch für die eigene Anschauung aus kosmischer Perspektive.
Vermutlich wegen früherer kontroverser Aussagen Belfagors wurde dessen andere Band Nefandus in die Nähe des Neonazismus gerückt. Er selbst betont jedoch, Freunde aller Hautfarben zu haben, und diese Behauptungen deshalb als beleidigend anzusehen. Er habe jedoch auch Kontakte zu Neonazis und anderen Rassisten, aber nicht wegen ihrer politischen Ansichten; mit diesen teile er das Interesse an Kampfsport und nordischer Mythologie.

## Diskografie
- 1998: Mystérion tés anomias (EP, 7"-Vinyl; Pounding Metal Productions)
- 2008: Tiamtü (Album, CD/12"-Vinyl, Norma Evangelium Diaboli, MC, Satanic Propaganda Records)
- 2012: Thaumiel (Album, CD, Spinefarm Records; 12"-Vinyl, I Hate Records; MC, Inferna Profundus Records)
- 2014: Serpents’ Dance (EP, 7"-Vinyl; The Ajna Offensive)[17]
- 2017: Sol Nox (Album, CD, Shadow Records; 12"-Vinyl/MC, Helter Skelter Productions)
- 2019: Black Metal Terror mit  Triumphator, Watain und Malign (Split-EP, 4x7"-Vinyl, Shadow Records)
- 2020: Pentagrammaton (Kompilation, 2xCD/2x12"-Vinyl/MC, Shadow Records)
- 2021: Mysterium Iniquitatis (Album, CD/MC, Shadow Records; LP, Regain Records)
- 2022: Ofermodian Litanies (EP, CD/12"-Vinyl, Shadow Records)
- 2023: Drakonian Elitism mit Black Altar und Αχέροντας (Split-Album, CD/2x12"-Vinyl/MC, Odium Records)